# Matarazzo
Matarazzo (por. Edifício Matarazzo) je zgrada gradske vijećnice brazilske financijske prijestolnice São Paula. Nekoć je nosila naziv Palača Anhangabaú (por. Palácio do Anhangabaú). Poznata je po vrtu na krovu zgrade i heliodromu.
Dizajnirao ju je talijanski arhitekt Marcello Piacentini u Art deco stilu.

## Povijest
Zgradu je dao izgraditi brazilski indstrijalac Francisco Matarazzo Júnior kao središnju zgradu svojeg poslovnog carstva. Neboder je tu ulogu imao od kraja 1930-ih do 1972. kada je prodan njemačkoj autoindustriji Audi.
Matarazzo se nalazi u četvrti Viaduto do Chá u središtu grada. Zgrada je do 2004. godine bila u vlasništvu tvrtke Banespa nakon čega je predana gradskim vlastima São Paula kao način otplate duga od 885 milijuna reala. Nakon toga grad je na sebe preuzeo obvezu otplate ostatka duga od 156 milijuna reala u sljedeće četiri godine.

## Vanjske poveznice
- Roteiro - Edifício Matarazzo  Arhivirana inačica izvorne stranice od 15. travnja 2017. (Wayback Machine)
- Edifício Matarazzo  Arhivirana inačica izvorne stranice od 15. travnja 2017. (Wayback Machine)